# Eugen Funk
Eugen Funk (* 17. Mai 1911 in Stuttgart; † 11. Januar 2004 ebenda) war ein deutscher Künstler, Professor an der Staatlichen Akademie der Bildenden Künste Stuttgart, Grafikdesigner und Typograf.

## Leben
Eugen Funk absolvierte ein Studium an der Württ. Staatl. Kunstgewerbeschule in Stuttgart von 1930 bis 1934 bei Friedrich Hermann Ernst Schneidler. Er war Soldat im Zweiten Weltkrieg. 1935 machte er sich als Buch- und Werbegrafiker selbständig. Von 1937 bis 1945 war Funk Atelierleiter der Union-Druckerei Stuttgart und gestaltete dort die Kulturzeitschrift Standpunkt (Mitbegründer Hans Weitpert) als erste illustrierte Zeitschrift nach dem Krieg.
1949, gleichzeitig mit Walter Brudi, wurde er in der Nachfolge des Lehrstuhls von Friedrich Hermann Ernst Schneidler als künstlerischer Lehrer und Leiter der Klasse für Werbegraphik und Schrift an die Staatliche Akademie der bildenden Künste Stuttgart berufen. Die Ernennung zum Professor erfolgte 1950, seine Emeritierung 1976. Während seiner Lehrtätigkeit unternahm Eugen Funk regelmäßig Reisen und Exkursionen mit seinen Studenten nach Holland, Spanien, Italien und Jugoslawien; bevorzugte Anregungsorte waren die italienischen Dolomiten und die Italienische Riviera, insbesondere Marina di Massa. Er vermittelte hauptsächlich grafische und fotografische Techniken sowie werbliche Inhalte.
Nur einem kleinsten Kreis war jedoch bekannt, dass Eugen Funk sich auch der Malerei und dem Zeichnen widmete. Er verstarb im Januar 2004 und hinterließ ein großes zeichnerisches, malerisches und kalligraphisches Werk. Sein gestalterisch-experimentelles Schaffen auf dem Gebiet der Fotografie (Isohelien, Solarisationen und technische Anwendungen), das von starkem Einfluss auf seine Schüler und die Gebrauchsgrafik war, blieb nur in wenigen Beispielen erhalten.
Funk wollte mit dem üblichen Kunstbetrieb wenig zu tun haben. Seine Zustimmung zu Ausstellungen gab er nur selten. Bilder verkaufte er keine, lediglich einige hat er verschenkt. Nach seinem Tod wurde sein Nachlass umfassend fotografisch digitalisiert. Einige seiner Arbeiten sind seit Anfang des Jahres 2011 auch in einem gedruckten Katalog auszugsweise nach Sachthemen dokumentiert.
Eugen Funk ist ein Mitvertreter der sogenannten Stuttgarter Schule.
Zu seinen wichtigsten Schülern gehören:
- Künstler: Eric Carle, Hans Gottfried von Stockhausen, Walter Traus,
- Fotografen: Erwin Fieger, Siegfried Himmer, Lothar Klimek, Heinz Lippert, Konrad Winter.
- Kommunikationsdesigner: Hasso Bruse, Jobst von Harsdorf, Günter Leonhardt, Uwe Lohrer, Coordt von Mannstein, Fritz-Dieter Rothacker, Dieter Urban, Peter Wehr

Ehrenmitglied der Staatlichen Akademie der Bildenden Künste Stuttgart und Ehrenmitglied bei Interart-Galerie Stuttgart, Union freischaffender Künstler und Kunstfreunde e.V. Stuttgart.

## Buchausstattungen
- Karl Heinz Abshagen: König, Lord und Gentlemen. Einfluß & Macht der englischen Oberschicht. Union Deutsche Verlagsgesellschaft, Stuttgart 1938.
- Frank Arnau: Juwelen aus Papier. Die seltensten und schönsten Briefmarken der Welt. Schuler Verlagsgesellschaft, Stuttgart 1966.
- Franz Bauer: Caspar David Friedrich. Ein Maler der Romantik. Eine Betrachtung. Erschienen in Gütersloh bei: Bertelsmann Lesering, J. Fink, Stuttgart. Schuler Verlagsgesellschaft, Stuttgart 1961.
- Gisela Bonn: Blick hinter den Schleier. Cotta, Stuttgart 1950.
- Johannes Buchholtz: Dr. Malthes Haus; Roman. OT: „Dr. Malthes hus“, 1940; Cotta‘sche Buchhandl. Nachf., Stuttgart o. J.
- Johannes Buchholtz: Gute kleine Stadt. Stuttgart. Cotta‘sche Buchhandlung Nachfolger, Stuttgart 1949.
- H. Clewes: Das Kind des Diktators. Cotta‘sche Buchhandlung, Stuttgart 1950.
- Paul Eitel: Heinrich Selbander. Roman. Drei Türme, Hamburg 1948
- Eugen Fleischer: Morgenrot im Westen. Deportierte erleben Deutschlands Sieg. Union Deutsche Verlagsgesellschaft, Stuttgart 1941.
- Eugen Fleischer: Europa und das neue Weltbewußtsein. Union DVG, Stuttgart 1942.
- Eugen Funk (Hrsg.): Zauber der Rose. Kolorierte Kupferstiche aus zwei Jahrhunderten. 24 Abbildungen von 6 Meistern des 18. und 19. Jahrhunderts. München, Schuler Verlagsgesellschaft, Stuttgart 1970.
- Staatliche Akademie der bildenden Künste Stuttgart. Zum 200 jährigen Bestehen der Akademie. Die Lehrer 1946–1961. Staatliche Akademie der Bildenden Künste. Stuttgart 1961.
- Eugen Funk, Walter Brudi, Gunter Böhmer. Ausstellung von künstlerischen Arbeiten in der Staatsgalerie Stuttgart, 25. April bis 20. Mai 1963. Folio. Doppelblätter u. biographischem Abriß. Staatsgalerie, Stuttgart 1963.
- Eugen Funk (Hrsg.): Sie leben fort in ihren Werken. Schuler Verlagsgesellschaft, Stuttgart 1990.
- Jean Giono: Die Nonna. Aus dem Französischen von Richard Herre. J. G. Cotta‘sche Buchhandlung, Stuttgart 1950.
- Lisa Heiss: Cornelia - Ein Mädchenroman. Textzeichnungen: Eugen Funk. Union Deutsche Verlagsgesellschaft, Stuttgart 1941.
- Fritz Helke: Die große Stunde. Erzählungen. UnionsVerlag, Stuttgart 1941.
- Eberhard Hölscher: Gebrauchsgraphik. Monatszeitschrift zur Förderung künstlerischer Werbung. Neunundzwanzigster Jahrgang 1958 / Heft 9. Titelgestaltung Eugen Funk. Bruckmann Verlag, München 1958.
- Hölzel und sein Kreis. Württembergischer Kunstverein. Der Beitrag Stuttgarts zur Malerei des 20. Jahrhunderts. Ausstellungskatalog. Stuttgart 1961.
- Junge Welt. Ein Jahrbuch für Jungen. Erzählungen aus Krieg und Frieden. Union Deutsche Verlagsgesellschaft, Stuttgart 1941.
- Kalender: Meisterzeichnungen aus drei Jahrhunderten zum Neuen Jahr 1962 Otto Wolf Köln. Schuler Verlagsgesellschaft, Stuttgart 1961.
- Konrad Kaiser: Adolph Menzel. Der Maler. Zum 150. Geburtstag Adolph Menzels. Schuler Verlagsgesellschaft, Stuttgart 1965.
- Charles Kelly: Gesunder Schlaf. Kraftquell des Lebens. Schuler Verlagsgesellschaft, Stuttgart 1963.
- Henny Koch: Friedel Polten und ihre Rangen. Einband und Schutzumschlag: Eugen Funk. Union Deutsche Verlagsgesellschaft, Stuttgart 1940.
- Isolde Kurz: Florentiner Novellen. J. G. Cotta‘sche Buchhandlung Nachfolge, Stuttgart 1937.
- Fritz Leist: Liebe und Geschlecht. Bertelsmann Lesering, Stuttgart 1955.
- Hubert Miketta: Das Brevier des Herrn. Höchst nützliches und amüsantes Vademecum für den seriösen Herrn. Zeichnungen von Bernd Fahrenholz. Schuler Verlagsgesellschaft, Stuttgart
- Walter Nigg: Jeanne d‘Arc - der Engel Frankreichs 1412–1431. Zeichnungen von Prof. Eugen Funk. Hoffmannsche Buchdruckerei, Stuttgart 1950.
- Walter Pegel: Die Zauberische. Roman. Cotta‘sche Buchhandlung Nachf., Stuttgart 1949.
- Walter Pegel: Das Fräulein auf dem Regenbogen. Roman. Cotta‘sche Buchhandlung Nachf., Stuttgart 1949
- Walter Pegel: Die fernen Nächte. Cotta‘sche Buchhandlung Nachf., Stuttgart 1949
- Jonny Rieger: Gier und Sehnsucht - gross geschrieben. Seewald & Schuler, Stuttgart 1955.
- Friedrich Schnack: die Welt der Arbeit in der Kunst. Schuler Verlagsgesellschaft, Stuttgart 1973.
- J. E. Schuler (Hrsg.): 100 Kostbarkeiten. Text: Dr. Traudl Seifert. Stuttgart Schuler Verlagsgesellschaft, Stuttgart 1963.
- Heinrich Seidel: Leberecht Hühnchen. J. G. Cotta‘sche Buchhandlung Nachfolge, Stuttgart 1942.
- Hermann Sudermann: Litauische Geschichten. J. G. Cotta‘sche Buchhandlung Nachfolge, Stuttgart 1949.
- Hermann Sudermann: Frau Sorge. J. G. Cotta‘sche Buchhandlung Nachfolge, Stuttgart 1949
- Hermann Sudermann: Der Katzensteg. J. G. Cotta‘sche Buchhandlung Nachfolge, Stuttgart 1949.
- Hermann Sudermann: Das Bilderbuch meiner Jugend. Roman einer Zeit. J. G. Cotta‘sche Buchhandlung Nachfolge, Stuttgart 1949.
- Alexander Taurit, Eleonore Gärtner: Sie leben fort in ihren Werken. Lebensbilder grosser Deutscher. Schuler Verlagsgesellschaft, Stuttgart o. J.
- Gerhard Venzmer: Drüsenstörungen und Hormonbehandlungen. Curt E. Schwab Verlag, Stuttgart 1955.
- Heinrich Wallnöfer: Ihm zu liebe / Von der Klugheit der Frau die dem Manne zum Erfolg verhilft. Schuler Verlagsgesellschaft, Stuttgart 1962.
- Heinz Woltereck: Das Alter ist das zweite Leben. Bericht über eine neue Wissenschaft vom Menschen. Deutsche Verlags Anstalt, Stuttgart 1956

## Ausstellungen
Einzelausstellungen
- 1952 Galerie Fischinger, Stuttgart
- 1953 Galerie Rosen, Berlin
- 1971 Galerie im Hailing, Göppingen, „Neue Arbeiten“[1]
- 1983 Galerie im Labor Bischof, Stuttgart
- 1985 Galerie im Labor Bischof, Stuttgart
- 1990 Galerie unter Giebel, Bretten
- 1993 Galerie INTER ART, Stuttgart „Grafische Preziosen“
- 1996 Haus Züblin, Stuttgart „Zum 85. Geburtstag“
- 2001 Haus Züblin, Stuttgart. Ausstellung anlässlich seines 90. Geburtstages, veranstaltet von ehemaligen Studenten mit geschenkten Bildern.
- 2013 Galerie INTER ART, Stuttgart